# Vera Kryzhanovskaia
Vera Ivanovna Kryzhanovskaia, cujo nome de casada era Vera Ivanovna Semenöva (Varsóvia, 14 de julho de 1861 - Tallinn, 29 de dezembro de 1924), foi uma médium psicógrafa russa. Entre 1885 e 1917 psicografou uma centena de romances e contos assinados pelo espírito Rochester, que alguns atribuem ser John Wilmot, 2º Conde de Rochester. Entre os mais conhecidos em língua portuguesa estão O Faraó Mernephtah e O Chanceler de Ferro.
Além dos romances históricos, em paralelo a médium psicografou obras com temas "ocultistas-cosmológicos" (segundo a ela própria). E. V. Kharitonov, em seu ensaio de pesquisa, considerou-a a primeira mulher representante da literatura de ficção científica. Em meio à moda do ocultismo e esoterismo, com as descobertas científicas recentes e as experiências psíquicas de círculos espiritualistas europeus, ela atraiu leitores da alta sociedade da "Era de Prata" russa e a classe média em jornais e na divulgação impressa. Embora tenha iniciado seguindo a linha espiritualista, organizando séances em São Petersburgo, posteriormente ela gravitou a doutrinas teosóficas. Sua associação com ideias e círculos tsaristas de direita russa levou-a a permear representações antissemitas em meio a sua obra.

## Biografia
Descendia de uma antiga família da nobreza da província de Tambov. Nasceu em Varsóvia, na Polónia, onde seu pai - o general-major Ivan Antonovich Kryzhanovsky - comandava uma brigada de artilharia. A sua mãe vinha de uma família de farmacêuticos. Desde cedo, a jovem recebeu uma boa educação e se interessava por História Antiga e ocultismo.
O seu pai faleceu quando Vera tinha apenas dez anos de idade, o que deixou a família em situação difícil. Em 1872 Vera ingressou numa associação beneficente de educação para raparigas nobres de São Petersburgo como bolsista, a Escola Santa Catarina. Entretanto, a saúde frágil da jovem e as dificuldades financeiras impediram-na de concluir o curso. Em 1877 foi dispensada e concluiu a sua educação em casa.
Nesse período, o espírito do poeta inglês J. W. Rochester (1647-1680), aproveitando dos dons mediúnicos da jovem, materializou-se e propôs que ela se dedicasse de corpo e alma a serviço do Bem e que escrevesse sob a sua direção. Após esse contato com aquele que se tornou o seu guia espiritual, Vera  se curou de tuberculose crônica, uma doença séria à época, sem a interferência médica.
Aos 18 anos iniciou o trabalho de psicografia. Em 1880, numa viagem à França, participou com sucesso de uma sessão mediúnica. Na ocasião, os seus contemporâneos se surpreenderam com a sua produtividade, apesar da saúde débil. Em suas sessões espíritas reuniam-se médiuns famosos europeus à época e ainda o príncipe Nicolau, futuro Nicolau II da Rússia. Numa dessas sessões teria sido predito ao príncipe o acidente de Khodynka.
Em 1886, em Paris, veio a público a sua primeira obra, o romance histórico "Episódio da Vida de Tibério", psicografado em francês, (assim como as suas primeiras obras) em que a tendência para temas místicos já podia ser notada. Acredita-se que a médium tenha sido influenciada pela doutrina espírita de Allan Kardec, pela Teosofia de Helena Blavatsky e pelo Ocultismo de Papus.
Nesse período de residência provisória em Paris,  Vera psicografou uma série de romances históricos, como "O Faraó Mernephtah", "Abadia dos Beneditinos", "Romance de uma Rainha", "O Chanceler de Ferro do Antigo Egito", "Herculanum", "O Sinal da Vitória", "Noite de São Bartolomeu", entre outros, que chamavam a atenção do público não somente pelos assuntos cativantes, mas pelas tramas emocionantes. Pelo romance "O Chanceler de Ferro do Antigo Egito" a Academia de Ciências da França concedeu-lhe o título de "Oficial da Academia Francesa" e, em 1907, a Academia de Ciências da Rússia concedeu-lhe a "Menção Honrosa" pelo romance "Os Luminares Tchecos".
O seu esposo, S. V. Semenov, ocupava um cargo na chancelaria de Sua Majestade e, em 1904, foi nomeado "kamerguer", uma espécie de secretário do czar Nicolau II da Rússia. Semenov era um espírita famoso e presidia o "Círculo de Pesquisas Psíquicas" de São Petersburgo.
Após o seu retorno à Rússia, em 1890, deu-se início à tradução das suas obras para o russo, assim como foram psicografadas novas obras.
Com a eclosão da Revolução Russa (1917), Semenov foi detido e morto na prisão Kresty, e Vera teve que se exilar com a filha - Tamara - na Estónia, onde conheceu privações. Por mais de dois anos, teve de trabalhar na usina madeireira Forest, onde o trabalho físico acima de suas forças afetou sua saúde. Veio a falecer de tuberculose, em 1924, na miséria.

## Obras
Os seus livros foram publicados no jornal "Svet", e mais tarde nos jornais "Mosk. Ved.", "Novoe Vremia", "Rus. Vest.", "Rodina" e "Pamsky Mir". O tema principal nessa produção era o da a luta universal entre as forças do Bem e do Mal, a interdependência das forças ocultas no ser humano e no Cosmos, além dos segredos da matéria original (também chamada de "primeva" em suas obras). A linha espiritual de ficção científica firmou-se nos romances seguintes, como "O Castelo Encantado" e "As Duas Esfinges", na trilogia (na ordem) "O Terrível Fantasma", "No Castelo Escocês" e "Do Reino das Trevas", e abriu-se plenamente na série mais popular da escritora - a pentalogia "Os Magos", que inclui os romances (na ordem) "O Elixir da Longa Vida", "Os Magos", "A Ira Divina", "A Morte do Planeta" e "Os Legisladores".[carece de fontes?]
Após a Revolução Russa, as suas obras foram banidas e destruídas. Com a sua morte, voltaram a ser publicadas em idioma Russo por editoras na Letónia e na Alemanha. Atualmente essas obras encontram-se traduzidas para diversos outros idiomas, como o letão, o inglês, espanhol, lituano, tcheco, alemão, português e outras.[carece de fontes?]
Alguns críticos na Rússia consideram o nome "Rochester" apenas um pseudónimo de Vera,[carece de fontes?] ao passo que outros consideram que a médium foi co-autora - junto com Rochester - das obras. Nas edições russas, a autoria figura como "Vera Kryzhanovskaia-Rochester" ou "Vera Kryzhanovskaia (Rochester)".